# Sandouville
Sandouville é uma comuna francesa na região administrativa da Normandia, no departamento de Sena Marítimo. Estende-se por uma área de 14,96 km². Em 2010 a comuna tinha 811 habitantes (densidade: 54,2 hab./km²).